# Giulia Quintavalle
Giulia Quintavalle (* 6. März 1983 in Livorno) ist eine italienische Judoka.
Giulia Quintavalle startet in der Leichtgewicht-Klasse. Bei den Europameisterschaften 2005 in Rotterdam belegte sie Platz fünf. Ein gutes Jahr für die Italienerin war auch 2007. In Rio de Janeiro erreichte sie Platz fünf bei den Weltmeisterschaften, zudem wurde sie Zweite beim Super World Cup in Moskau. Dieselbe Platzierung erreichte sie beim Weltcup 2008 in Rom. Bei der Europameisterschaft wurde Quintavalle Fünfte. Ihren größten internationalen Erfolg erreichte die Italienerin bei den Olympischen Spielen 2008 in Peking. Im Finale konnte sie sich gegen die Bronzemedaillengewinnerin der vorherigen Olympischen Spiele in Athen, Deborah Gravenstijn, durchsetzen und gewann die Goldmedaille. Vier Jahre später belegte sie den fünften Platz bei den Olympischen Spielen 2012.